# Jo Dragotta
Jo G. Dragotta (* 11. Februar 1991 in Tampa, Florida) ist eine US-amerikanische Fußballspielerin, die zuletzt in der Saison 2013 bei den Boston Breakers in der National Women’s Soccer League unter Vertrag stand.

## Karriere
Von 2008 bis 2010 spielte sie für den W-League-Teilnehmer Tampa Bay Hellenic. Anfang 2013 wurde Dragotta beim College-Draft zur neugegründeten NWSL in der dritten Runde an Position 21 von Boston verpflichtet. Ihr Ligadebüt gab sie am 14. April 2013 gegen Washington Spirit. Nach Ende der regulären Saison wurde Dragotta am 6. September 2013 von Boston freigestellt.